# حمدي ولد رشيد
سيدي حمدي ولد رشيد ( 1971، العيون) هو سياسي ورجل أعمال مغربي، من قبيلة الركيبات، عضو في المكتب المسير لجمعية جهات المغرب، رأس مجلس جهة العيون الساقية الحمراء عام 2006. وأعيد انتخابه في عام 2016، وفي عام 2021، وهو عضو في حزب الاستقلال المغربي، شارك مع الوفد المغربي حول قضية الصحراء، بمبادرة من المبعوث السابق للأمين العام للأمم المتحدة إلى الصحراء، هورست كولر، المنعقدين في ديسمبر 2018 إلى مارس 2019 في جنيف.

## حياته الشخصية
وهو متزوج وأب لثلاثة أطفال.